# Diecezja Khunti
Diecezja Khunti – diecezja rzymskokatolicka w Indiach. Została utworzona w 1995 z terenu archidiecezji Ranchi.

## Ordynariusze
- Stephen M. Tiru (1995-2012)
- Binay Kandulna (od 2012)